# مارک مک‌کنا
مارک مک‌کنا (انگلیسی: Mark McKenna؛ زادهٔ ۵ مهٔ ۱۹۹۶) بازیگر و خواننده است. وی از سال ۲۰۱۶ میلادی تاکنون مشغول فعالیت بوده‌است.
از فیلم‌ها یا مجموعه‌های تلویزیونی که وی در آن‌ها نقش داشته‌است، می‌توان به ارباب، دالی‌لند، سریال وین، خیابان آواز اشاره نمود.